# Perenpluk

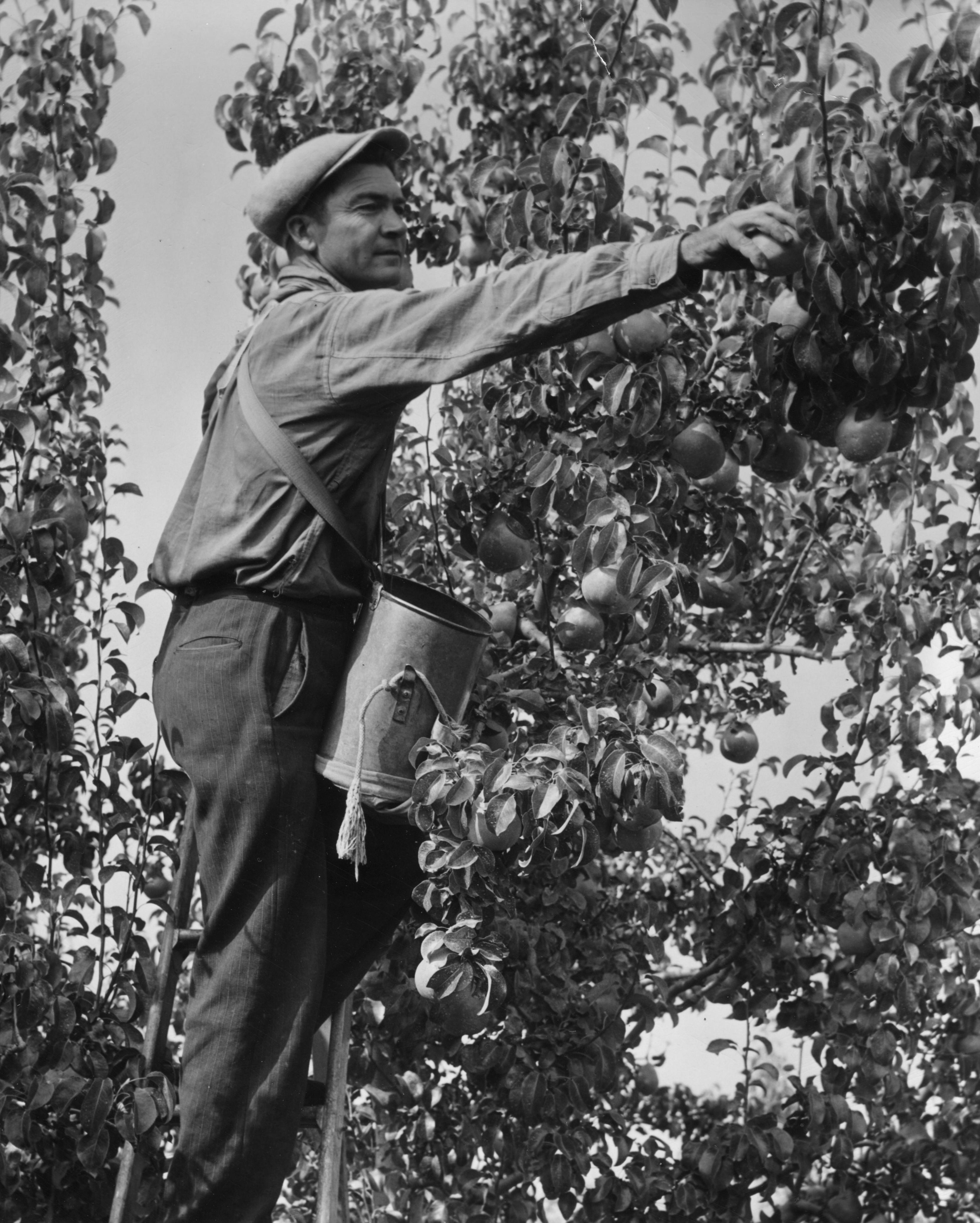
Perenpluk

De perenpluk is de tijd waarin peren geoogst worden. Afhankelijk van hoe rijp de peren zijn begint dit in de eerste week van september. 
De peren worden nog altijd met de hand geplukt, vervolgens gaan ze in kisten. Deze kisten kunnen op een plukkar staan, die door de bomenrij wordt getrokken. Een andere mogelijkheid is een pluktrein: een kleine tractor met een aantal karretjes erachter. Op deze karretjes staan dan meerdere kisten.
Voor het plukken van de peren die te hoog hangen gebruikt men een ladder en vaak een plukemmer, vanuit deze plukemmer kunnen de peren in de grote kist gebracht worden. 
Tijdens de oogst moet men op een aantal zaken letten:

1. de peren moeten geplukt worden met de stelen er nog aan.

2. de peren moeten vervolgens zachtjes in de kist gelegd worden, anders ontstaan er snel beurze plekken.

3. rotte peren mogen niet in de kist, de andere peren kunnen dan ook gaan rotten.